# Benjamin Dwomoh
Benjamin Kwabena Dwomoh, né le 1er juillet 1935 et mort le 2 octobre 2013, est un arbitre de football ghanéen. Il est le seul arbitre de son pays à avoir arbitré en coupe du monde.

## Carrière
Il a officié dans une compétition majeure :
- Coupe du monde de football de 1982 (1 match)